# ترسون‌زاده (سغد)
ترسون‌زاده (نام پیشین: جارکوتان) یک منطقهٔ مسکونی در تاجیکستان است که در ولایت سغد واقع شده‌است.